# Fort Graf Miljutin

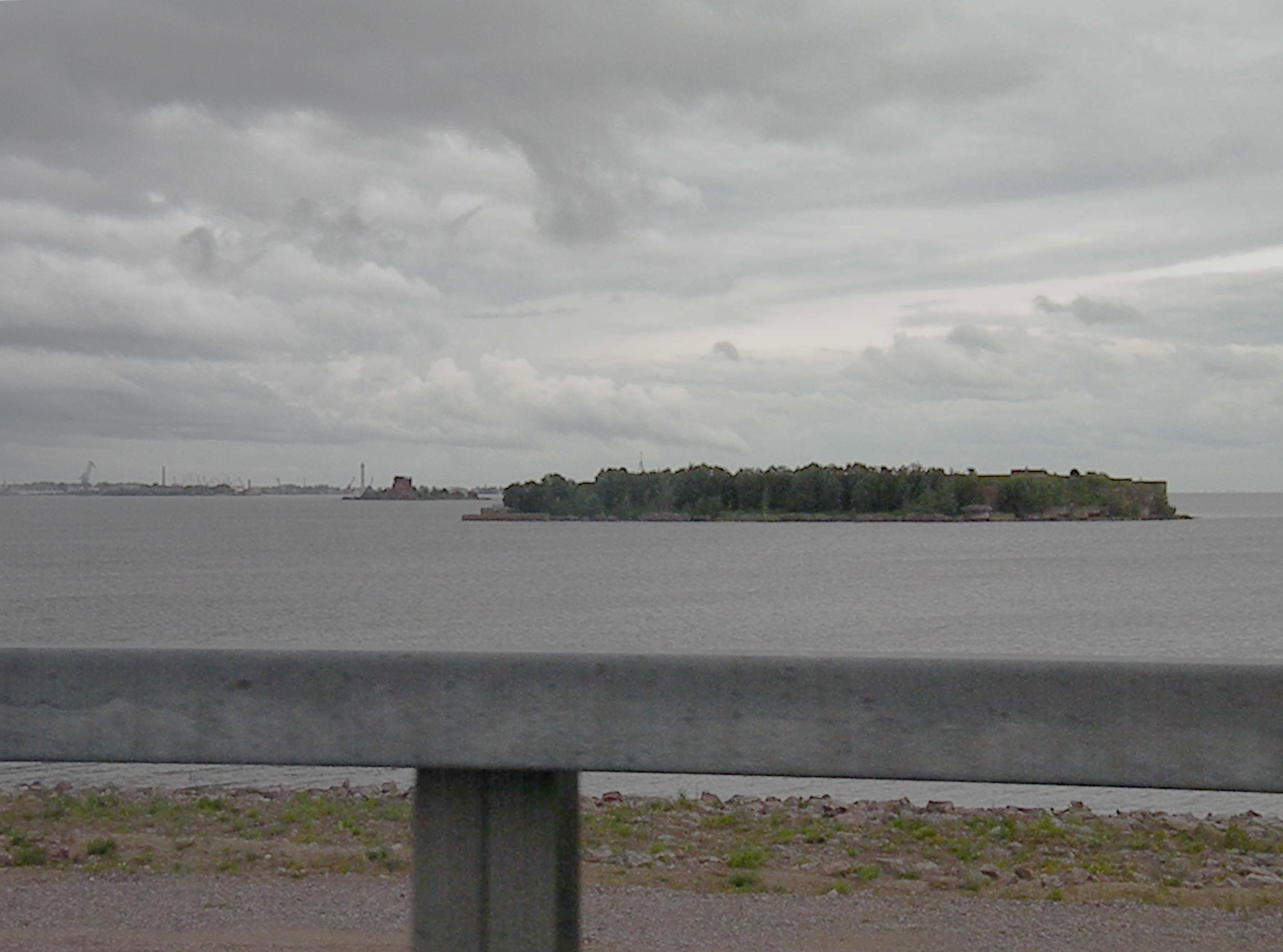
Fort vom Petersburger Damm aus

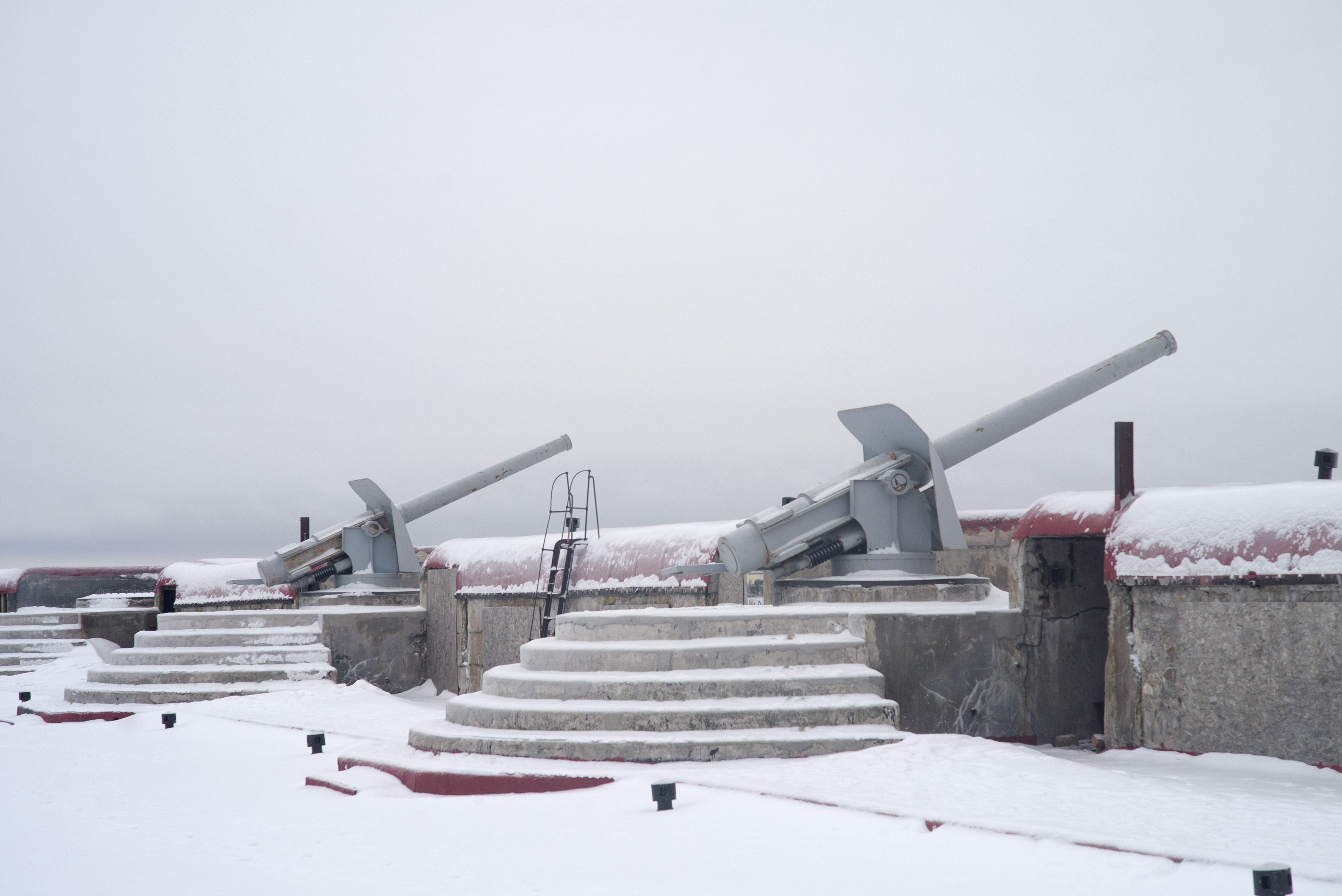
Geschütze (2021)

Das Fort Graf Miljutin (russisch Форт «Граф Милютин») ist ein historisches Artilleriefort im  Finnischen Meerbusen südlich von Kronstadt bei Sankt Petersburg. Es ist nach dem russischen Kriegsminister Dmitri Alexejewitsch Miljutin (1816–1912) benannt und stammt aus dem 19. Jahrhundert.
Das Fort ist als Objekt des kulturellen Erbes Russlands klassiert.